# Intérieur d'une mosquée
Intérieur d'une mosquée est un tableau du peintre français Jean-Léon Gérôme réalisé dans les années 1890. Cette huile sur toile orientaliste représente l'intérieur d'une mosquée, où des fidèles sont en prière. Depuis un don en 1957, l'œuvre est conservée à la Memorial Art Gallery de Rochester, dans l'État de New York, aux États-Unis.

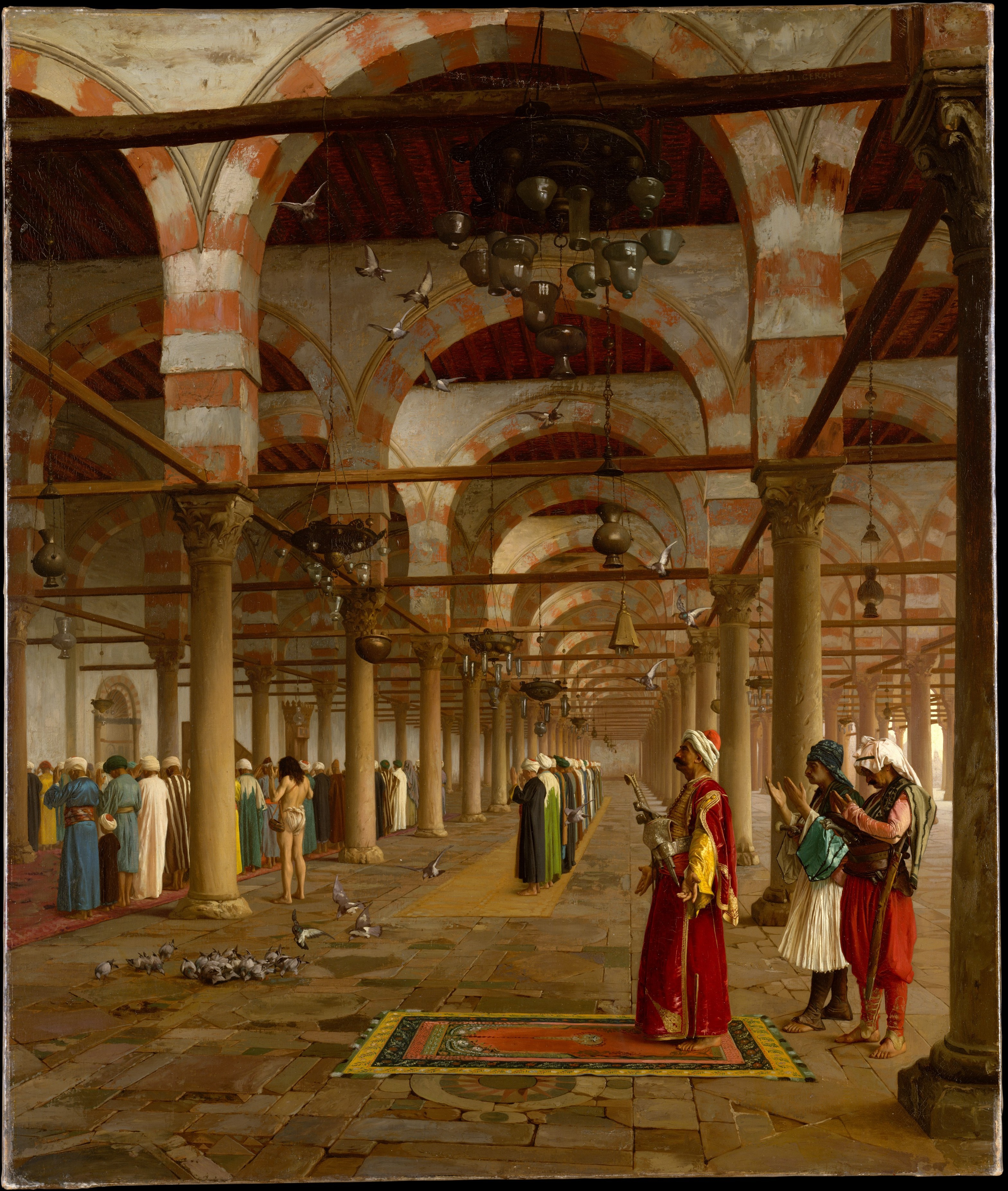
La Prière à la mosquée, 1871, Metropolitan Museum of Art, New York.